# QUNIE
QUNIE（株式会社クニエ、英: QUNIE CORPORATION）は、NTTデータグループに属する日本のビジネスコンサルティング会社である。
コンサルティング会社の分類としては、総合コンサルティングに位置付けられる。

## 概要
クニエは、 アーンスト&ヤング（EY）のコンサルティング部門、キャップジェミニ、NTTデータのコンサルティング子会社（NTTデータビジネスコンサルティング）の3社が源流となる総合コンサルティング会社である。
戦略立案・業務プロセス改革など上流から下流までのコンサルティングを行う。NTTデータの子会社であることから、自社ではシステム開発を行わず、コンサルティング業務に特化している。
社名はQuality Unites Enthusiasms（「品質」と「熱意」の「融合」）の頭文字から取られている。企業コンセプトは、“Work with Client”であり、顧客と共に企業変革を実現するという意味を持つ。

## 歴史
- 1997年 - 日本アーンスト&ヤングコンサルティング株式会社設立
- 2000年 - アーンスト&ヤングのコンサルティング部門とキャップジェミニの合併に伴い、日本法人を日本キャップジェミニ・アーンストアンドヤング株式会社に変更
- 2004年 - 日本キャップジェミニ株式会社に社名変更。
- 2005年 - ザカティーコンサルティング株式会社に社名変更
- 2009年 - 株式会社NTTデータビジネスコンサルティングとザカティーコンサルティング株式会社が合併し、株式会社クニエ設立

## 関連会社
- NTTデータグループ
- NTTデータ経営研究所